# Bataille de Paros
Guerre de Crète
La bataille de Paros est livrée le 10 juillet 1651 pendant la guerre de Crète ou guerre de Candie (1645-1669). Elle oppose en mer Égée, au large de Paros et de Santorin, dans les Cyclades, une flotte ottomane à une escadre vénitienne commandée par l'amiral Alvise Mocenigo. Quoique moitié moins nombreux que leurs adversaires, les Vénitiens remportent la victoire.

## Sources
- Özkan Bardakci et François Pugnière (préf. Robert Sauzet), La dernière croisade : les français et la guerre de Candie, 1669, Rennes, Presses Universitaires de Rennes, coll. « Histoire », 2008, 182 p. (ISBN 978-2-7535-0642-8, lire en ligne)
- (en) Gregory Hanlon, The twilight of a military tradition : Italian aristocrats and European conflicts, 1560-1800, Londres, UCL Press, 1998, 384 p. (ISBN 978-1-85728-704-2 et 978-0-203-02317-4)